# 长苞石竹
长苞石竹（学名：Dianthus chinensis var. longisquama）为石竹科石竹属下的一个变种。

## 特征
产于中国辽宁、河北东北部，山东有栽培。

## 扩展阅读
- 維基物種上的相關：长苞石竹